# Kradenan (Pekalongan Selatan)
Kradenan is een bestuurslaag in het regentschap Pekalongan van de provincie Midden-Java, Indonesië. Kradenan telt 7527 inwoners (volkstelling 2010).